# 佐法爾省
佐法爾省（阿拉伯语：‎，羅馬化：Ẓufār）是阿曼苏丹国面积最大的一個省，位於該國西南部。北鄰沙特阿拉伯王国，西鄰也門共和國。面積99,300平方公里，2010年人口250,000人。首府塞拉萊同时也是该地区最大的城市。佐法尔省是阿拉伯半島少數受印度洋季風影響的地區之一。乳香是當地的傳統產品。
“佐法尔”一名原指塞拉莱一带，后用作省名。19世纪以前，佐法尔几乎都处于阿拉伯半岛南部政权的控制下；1829年，马斯喀特和阿曼苏丹国吞并佐法尔部分地区，但很快又从佐法尔撤军，直到1879年才正式统治佐法尔。